# Spygatt

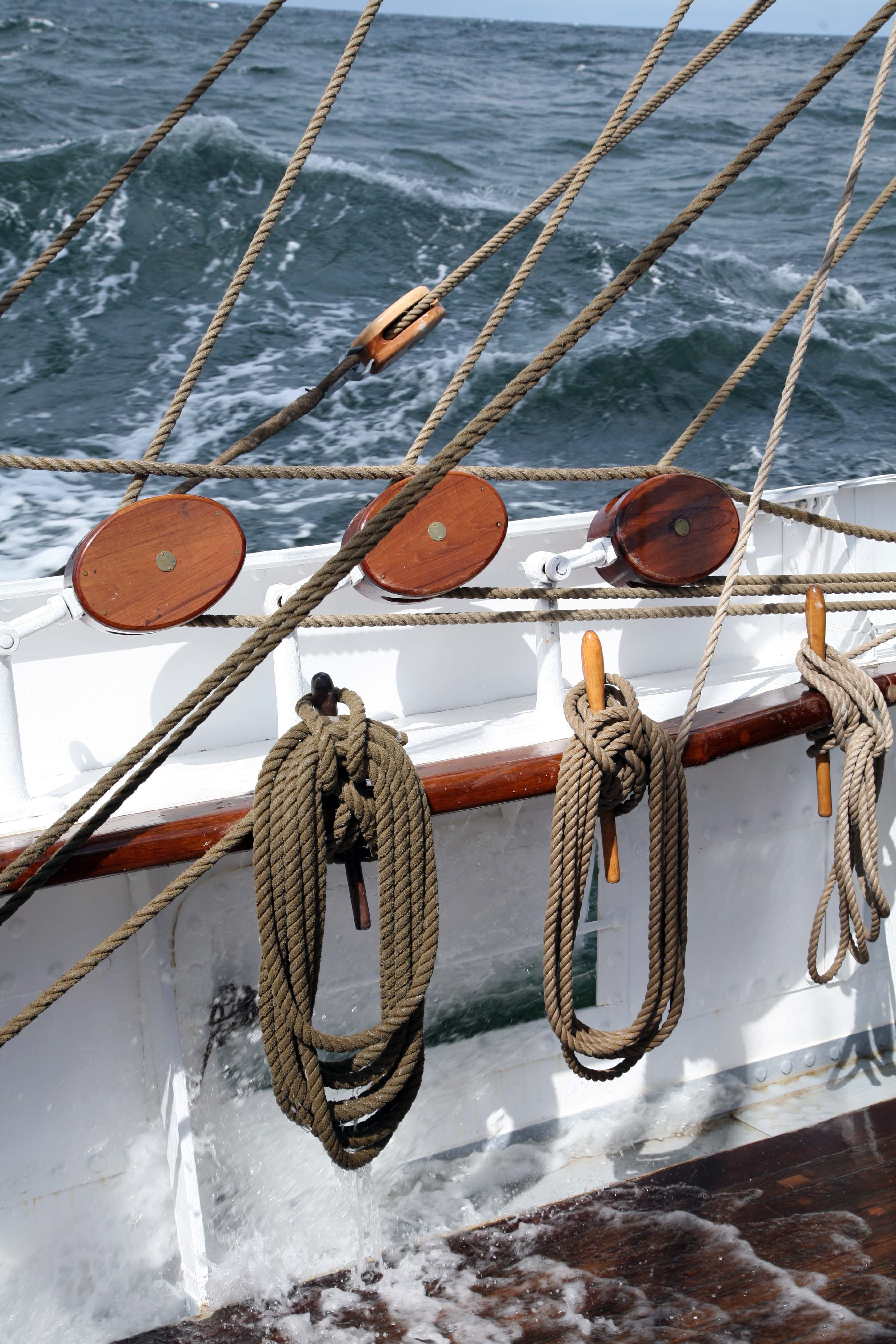
Spygatt under nagelbänken på fullriggaren Sørlandet.

Ett spygatt är en anordning för vattenavrinning.

## Spygatt på fartyg
Ett spygatt på ett fartyg eller en båt är en öppning utmed däcket i brädgången.
Fiskebåtars spygatt har luckor som kan stängas till när fisk finns på däck.

## Spygatter i byggnader
En spygatt i en byggnad är en golvbrunn utan vattenlås. Spygatter används i torra eller kalla utrymmen. I torra lokaler skulle golvbrunnens vattenlås torka ut och förorsaka dålig lukt. I ett kallt utrymme skulle vattenlåset frysa och orsaka skador på golvbrunnen. Avloppsledningen från en spygatt mynnar i en golvbrunn i ett utrymme med normal temperatur och fuktighet.